# Eudianthe coeli-rosa
Eudianthe coeli-rosa (L.) Fenzl ex Endl., 1842 è una pianta annuale appartenente alla famiglia delle Cariofillacee.

## Descrizione
È una pianta erbacea che solitamente raggiunge i 50 cm di altezza. Le foglie sono poco evidenti e di forma lanceolata-lineare. I fiori, larghi circa 2,5 cm, hanno una corolla costituita da 5 petali di colore roseo-violetto che sfuma al bianco verso la base. Il calice presenta nervi evidenti e prominenti.
I frutti, dotati di un carpoforo lungo dai 7 ai 12 mm, sono capsule denticide di circa 17 mm. Il periodo di fioritura va da aprile a giugno.

## Distribuzione e habitat
La specie è diffusa sul versante sudoccidentale dell bacino del Mediterraneo. In Italia è comune o relativamente comune dal Lazio alla Calabria, in Sicilia e in Sardegna.
Cresce soprattutto in terreni incolti aridi e macchie.

## Coltivazione
I semi di questa pianta sono regolarmente commercializzati poiché la bellezza della fioritura, specialmente se coltivata in massa, ha fatto sì che diventasse una popolare pianta da giardino annuale.